# سپاه آسمانی

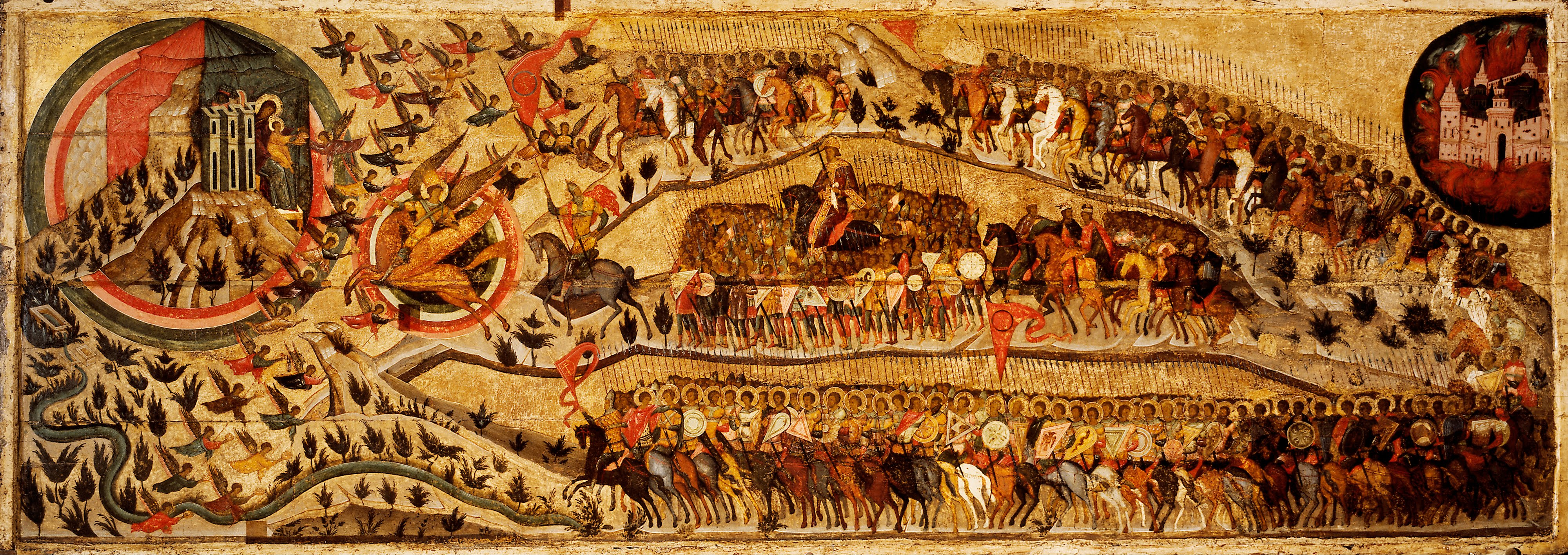
تابلویی به نام «خجسته باشد سپاه ملکوت آسمانی». یک نقاشی از روسیه از دهه ۱۵۵۰ م.

سپاه آسمانی (عبری: צבאות‎) نام لشکری بزرگی از فرشتگان نیک است که در داستان‌های انجیل و در متون یهودی به آن اشاره شده‌است. در این ارتباط به خدا نیز «خداوند سپاهیان» گفته شده است.
در لوقا ۲:۱۳ آمده‌است: «ناگهان به همراه آن فرشته، شماری کثیر از سپاه آسمانی نمایان شدند که خدا را حمد و ستایش می‌کردند و می‌گفتند: ۱۴ «در عرش برین، جلال بر خدا باد و بر زمین، صلح بر انسان‌های مورد عنایت او. »